# Alfredo Mones Quintela
Alfredo Mones Quintela (1910-1969), ingeniero agrónomo uruguayo.

## Carrera
Se dedicó a investigar sobre el cultivo de la caña de azúcar en el Uruguay. 
A mediados de la década de 1940 introdujo el cultivo de la caña de azúcar en la zona de Bella Unión, luego de realizar ensayos en Tranqueras (departamento de Rivera). Creó varias cooperativas agrícolas azucareras. 
En la actualidad, un pueblo y un ingenio azucarero llevan su nombre.
Fue sobrino de Manuel Quintela, médico otorrinolaringólogo de prestigio nacional, profesor universitario y decano de la Facultad de Medicina de la Universidad de la República.
Se casó con Silvia Morelli Mackinnon y tuvo once hijos.
Falleció en 1969, a raíz de un accidente de tránsito en el departamento de Río Negro, junto con el menor de sus hijos y su colaborador, Lirio Moraes.